# Ullattijärvet (Gällivare socken, Lappland, 744971-176381)
Ullattijärvet är en sjö i Gällivare kommun i Lappland och ingår i Kalixälvens huvudavrinningsområde.